# Тафель, Юлиус
Юлиус Тафель нем. Julius Tafel; 2 июня 1862, Куррендлин, кантон Юра, Швейцария — 2 сентября 1918, Мюнхен, Германская империя) — немецкий химик-органик, физико-химик, педагог. Профессор. Доктор философии (1884). Один из пионеров современной электрохимии.

## Биография
Швейцарского происхождения.
Образование получил в университетах Цюриха, Мюнхена и Эрлангена. Сначала работал в области органической химии вместе с Эмилем Германом Фишером, позже проводил электрохимические исследования с Вильгельмом Оствальдом.
В 1884 году получил научную степень доктора философии в Эрланген. С 1888 года был назначен приват-доцентом вюрцбургского университета, там же приобрёл звание экстраординарного, а затем и ординарного профессора.
Многочисленные работы Ю. Тафеля относятся к органической химии. В 1904 году предложил способ получения глиоксиловой кислоты:
Известен Уравнением Тафеля
Проводил опыты в плохо проветриваемой лаборатории с токсичными соединениями, например, стрихнином , пуринами и другими аминами, которые вызывали проблемы со здоровьем. В конце жизни страдал бессонницей, которая привела к нервному срыву. Покончил жизнь самоубийством.